# Törsjöterminalen

Törsjöterminalen är ett logistiskt centrum mellan Marieberg och Mosås söder om Örebro. Terminalen, som utgörs av en handfull lagerbyggnader, fungerar som omlastningsplats, förvaring av varor och ompaketering och representeras av flera företag. Exempelvis har DHL och Elon centrallager för Mellansverige där. En ursprunglig lagerbyggnad uppfördes på platsen redan på 1970-talet, men har under senare år kompletterats av flera andra byggnader. Terminalen har ett eget stickspår från järnvägen Godsstråket genom Bergslagen och klassas av Trafikverket som en kombiterminal ingående i järnvägens riksintressen. I och med utvecklingen av Törsjöområdet och stadens geografiska läge och utbyggda infrastruktur har Örebro blivit ett viktigt logistiskt nav i Mellansverige på senare år.[när?]